# Jon Anderson

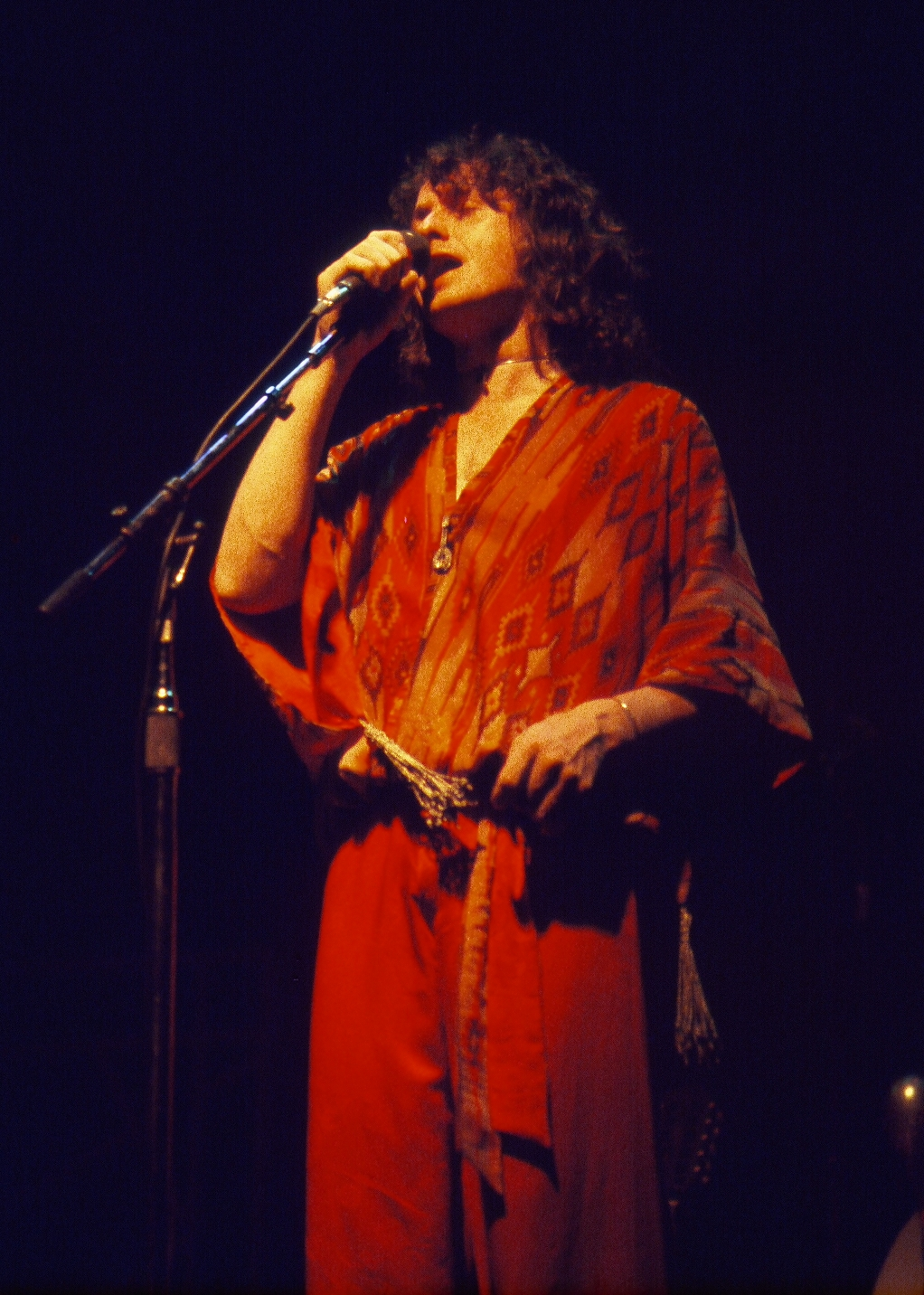
Jon Anderson w Indianapolis, 30 sierpnia 1977

Jon Anderson, właśc. John Roy Anderson (ur. 25 października 1944 w Accrington w Lancashire) – brytyjski autor tekstów, wokalista i multiinstrumentalista.
Znany przede wszystkim z występów w zespole rocka progresywnego Yes, którego był członkiem w latach 1968–1980 i 1983-2004. W latach 1979–1991 współtworzył również formację Jon and Vangelis. Od 1976 prowadzi także solową działalność artystyczną. Gościnnie udzielał się na płytach wykonawców i zespołów, takich jak m.in. King Crimson, Mike Oldfield, Tangerine Dream, Toto, Kitarō, Peter Machajdík czy Béla Fleck. Dysponuje naturalnym wysokim głosem męskim, altotenorem.

## Życiorys
Urodził się w rodzinie Alberta i Kathleen Andersonów. Ojciec pochodził z Glasgow, służył najpierw jako oficer rozrywkowy w armii brytyjskiej, później pracował jako sprzedawca; zaś matka, o irlandzko-francuskich korzeniach, pracowała w przędzalni bawełny. Rodzice Andersona uprawiali taniec towarzyski, zdobywając liczne nagrody i zostając mistrzami hrabstwa. Ma dwóch braci, Tony’ego i Stuarta oraz siostrę Joy. Uczęszczał do St. John’s School, gdzie rozpoczął karierę muzyczną, grając na tarce w Little John’s Skiffle Group. W wieku 15 lat musiał opuścić szkołę po tym, jak zachorował ojciec, a żeby wspomóc rodzinę, podjął pracę na farmie jako kierowca ciężarówki i mleczarz. Jako fan piłki nożnej próbował rozpocząć karierę w miejscowym klubie Accrington Stanley FC, ale z powodu słabych warunków fizycznych nie został przyjęty, za to przez rok był maskotką zespołu.
Został muzykiem, idąc w ślady brata, Tony’ego, który prowadził lokalną grupę Warriors. Po tym, jak jeden z wokalistów wspierających opuścił grupę, John zajął jego miejsce. Grupa wykonywała głównie covery, występując przez rok w klubach w Lancashire, a także w Niemczech. Wokal Andersona można usłyszeć na pierwszych dwóch nagranych piosenkach zespołu, „You Came Along” (1964) i „Don’t Make Me Blue” (1965). Po rozpadzie zespołu został w Niemczech, dołączając do grupy Party.
W marcu 1968 wrócił do Londynu, gdzie poznał Jacka Barrie, właściciela klubu La Chasse w Soho, zaprzyjaźnionego z byłymi członkami Warriors, który zatrudnił Andersona w klubie. Nagrał w tym czasie kilka utworów demo dla Paula Kordy, producenta EMI. Na krótko wyjechał do Holandii, dołączając do zespołu Les Crunches, ale wrócił, dowiedziawszy się o wydaniu niektórych z nagranych przez niego piosenek na singlach przez Parlophone. Pierwszy singiel, cover grupy The Association „Never My Love” wydany w marcu 1968 pod pseudonimem Hans Christian, został pozytywnie przyjęty przez recenzentów „New Musical Express” i „Melody Maker”. W maju 1968 Barrie przedstawił Andersona Chrisowi Squire, basiście londyńskiego zespołu Mabel Greer’s Toyshop. Wkrótce muzycy razem opracowali „Sweetness”, piosenkę nagraną później na pierwszym albumie Yes. Anderson został wtedy głównym wokalistą na niektórych koncertach Mabel Greer. Równocześnie podjęto rozmowy o utworzeniu nowego zespołu. W czerwcu 1968 Anderson i Squire zatrudnili perkusistę Billa Bruforda, a Anderson wynajął na próby kawiarnię The Lucky Horseshoe w Soho. Miesiąc później powstał zespół Yes.
W 1979 skomponował suitę baletową Ursprung dla zespołu Scottish Ballet. W 1988 utworzył zespół Anderson-Bruford-Wakenan-Howe.

### Życie prywatne
W latach 1969–1995 był żonaty z Jennifer Baker, para ma troje dzieci: Deborah (ur. 1970), Damiona (ur. 1972) i Jade (ur. 1980). W 1997 poślubił Jane Luttenberger, mieszkają w San Luis Obispo w Kalifornii.
W 2009 przyjął obywatelstwo amerykańskie.

## Dyskografia

### Albumy solowe
| Olias of Sunhillow       | - Data: 24 lipca 1976 - Wydawca: Atlantic Records        | 47  | 8  | –  |                                         |                                         |                                         |                                         |                                         |                                         |                                         |                                         |                                         |                                         |                                         |                                         |                                         |                                         |                                         |                                         |                                         |                                         |                                         |                                         |
| Song of Seven            | - Data: listopad 1980 - Wydawca: Atlantic Records        | 143 | 38 | –  |                                         |                                         |                                         |                                         |                                         |                                         |                                         |                                         |                                         |                                         |                                         |                                         |                                         |                                         |                                         |                                         |                                         |                                         |                                         |                                         |
| Animation                | - Data: czerwiec 1982 - Wydawca: Atlantic Records        | 176 | 43 | 3  |                                         |                                         |                                         |                                         |                                         |                                         |                                         |                                         |                                         |                                         |                                         |                                         |                                         |                                         |                                         |                                         |                                         |                                         |                                         |                                         |
| 3 Ships                  | - Data: grudzień 1985 - Wydawca: Elektra Records         | 166 | –  | 66 |                                         |                                         |                                         |                                         |                                         |                                         |                                         |                                         |                                         |                                         |                                         |                                         |                                         |                                         |                                         |                                         |                                         |                                         |                                         |                                         |
| In the City of Angels    | - Data: 17 maja 1988 - Wydawca: Columbia Records         | –   | –  | 33 |                                         |                                         |                                         |                                         |                                         |                                         |                                         |                                         |                                         |                                         |                                         |                                         |                                         |                                         |                                         |                                         |                                         |                                         |                                         |                                         |
| Deseo                    | - Data: 19 lipca 1994 - Wydawca: Windham Hill Records    | –   | –  | –  |                                         |                                         |                                         |                                         |                                         |                                         |                                         |                                         |                                         |                                         |                                         |                                         |                                         |                                         |                                         |                                         |                                         |                                         |                                         |                                         |
| Change We Must           | - Data: 17 października 1994 - Wydawca: EMI              | –   | –  | –  |                                         |                                         |                                         |                                         |                                         |                                         |                                         |                                         |                                         |                                         |                                         |                                         |                                         |                                         |                                         |                                         |                                         |                                         |                                         |                                         |
| Angels Embrace           | - Data: 27 września 1995 - Wydawca: Higher Octave Music  | –   | –  | –  |                                         |                                         |                                         |                                         |                                         |                                         |                                         |                                         |                                         |                                         |                                         |                                         |                                         |                                         |                                         |                                         |                                         |                                         |                                         |                                         |
| Toltec                   | - Data: 30 stycznia 1996 - Wydawca: Windham Hill Records | –   | –  | –  |                                         |                                         |                                         |                                         |                                         |                                         |                                         |                                         |                                         |                                         |                                         |                                         |                                         |                                         |                                         |                                         |                                         |                                         |                                         |                                         |
| Lost Tapes of Opio       | - Data: 1996 - Wydawca: Opio Foundation                  | –   | –  | –  |                                         |                                         |                                         |                                         |                                         |                                         |                                         |                                         |                                         |                                         |                                         |                                         |                                         |                                         |                                         |                                         |                                         |                                         |                                         |                                         |
| The Promise Ring         | - Data: 17 czerwca 1997 - Wydawca: Higher Octave Music   | –   | –  | –  |                                         |                                         |                                         |                                         |                                         |                                         |                                         |                                         |                                         |                                         |                                         |                                         |                                         |                                         |                                         |                                         |                                         |                                         |                                         |                                         |
| Earth Mother Earth       | - Data: 9 września 1997 - Wydawca: Ellipsis Arts         | –   | –  | –  |                                         |                                         |                                         |                                         |                                         |                                         |                                         |                                         |                                         |                                         |                                         |                                         |                                         |                                         |                                         |                                         |                                         |                                         |                                         |                                         |
| The More You Know        | - Data: 14 kwietnia 1998 - Wydawca: Purple Pyramid       | –   | –  | –  |                                         |                                         |                                         |                                         |                                         |                                         |                                         |                                         |                                         |                                         |                                         |                                         |                                         |                                         |                                         |                                         |                                         |                                         |                                         |                                         |
| Survival & Other Stories | - Data: 6 czerwca 2011 - Wydawca: Gonzo/Voiceprint       | –   | –  | –  |                                         |                                         |                                         |                                         |                                         |                                         |                                         |                                         |                                         |                                         |                                         |                                         |                                         |                                         |                                         |                                         |                                         |                                         |                                         |                                         |
| 1000 Hands: Chapter One  | - Data: 31 marca 2019 - Wydawca: Blue Elan Records       | –   | –  | –  |                                         |                                         |                                         |                                         |                                         |                                         |                                         |                                         |                                         |                                         |                                         |                                         |                                         |                                         |                                         |                                         |                                         |                                         |                                         |                                         |
| True                     | - Data: 23 sierpnia 2023 - Wydawca: Frontier Records     | –   | –  | –  | „–” oznacza, że album nie był notowany. | „–” oznacza, że album nie był notowany. | „–” oznacza, że album nie był notowany. | „–” oznacza, że album nie był notowany. | „–” oznacza, że album nie był notowany. | „–” oznacza, że album nie był notowany. | „–” oznacza, że album nie był notowany. | „–” oznacza, że album nie był notowany. | „–” oznacza, że album nie był notowany. | „–” oznacza, że album nie był notowany. | „–” oznacza, że album nie był notowany. | „–” oznacza, że album nie był notowany. | „–” oznacza, że album nie był notowany. | „–” oznacza, że album nie był notowany. | „–” oznacza, że album nie był notowany. | „–” oznacza, że album nie był notowany. | „–” oznacza, że album nie był notowany. | „–” oznacza, że album nie był notowany. | „–” oznacza, że album nie był notowany. | „–” oznacza, że album nie był notowany. |

### Albumy zespołu Jon and Vangelis
- Short Stories (1980)
- The Friends of Mr Cairo (1981)
- Private Collection (1983)
- The Best of Jon and Vangelis (1984)
- Page of Life (1991)